# Igeldo

Localització d'Igeldo

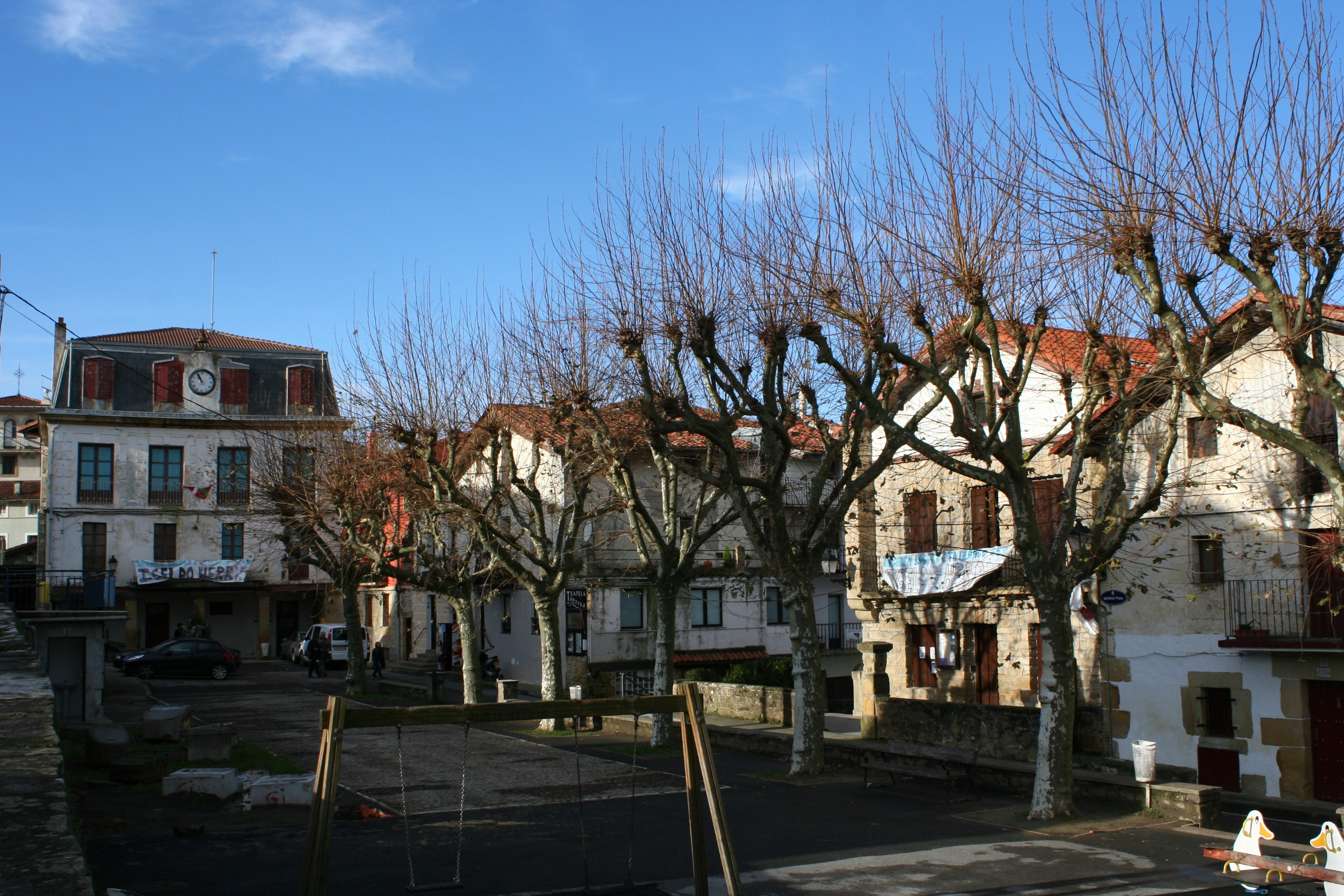
La plaça d'Igeldo, vista des del Passeig Cristóbal Balenciaga

Igeldo és un barri de Sant Sebastià. Té una població de 1.072 habitants. Està situat a l'altura de la muntanya del mateix nom. Limita a l'est amb Sant Sebastià, al sud amb Usurbil i a l'oest amb Orio. Té un petit nucli urbà de caràcter rural i una zona àmplia amb escassa població repartida en caserius i xalets. Hi ha la reivindicació de constituir el barri en municipi independent.

## Història
Igeldo existia ja com a llogaret quan en 1180 es va crear la vila de Sant Sebastià. Per la carta de poblament concedida pel rei Sanç VI el Savi de Navarra a la nova vila, Igeldo va ser inclosa dins del terme jurisdiccional de la vila. Per tant, el barri pertany a la jurisdicció de Sant Sebastià des de la mateixa fundació de la vila.
Enric II de Castella va ordenar en 1379 que els habitants de la població d'Igeldo s'incorporessin a Sant Sebastià. Malgrat aquesta dependència històrica, Igeldo va mantenir sempre concejo propi, una parròquia independent, un terme amollonat, la propietat i gaudi privativa de les seves muntanyes, i l'administració econòmica de les seves rendes, tot això independent de Sant Sebastià. Conformement a la llei municipal de 1845 Igeldo es va constituir en municipi, va tenir alcalde i ajuntament independent; però va durar solament 6 anys, reintegrant-se a Sant Sebastià en 1851, el 2013 ha recobrat la seva pròpia municipalitat.

### Projecte de secessió d'Igeldo
Des d'aproximadament 1991 un sector important dels veïns d'Igeldo estan lluitant per constituir el seu barri en un municipi independent de Sant Sebastià. A principis dels anys 90 es va crear Itxas Aurre (Enfront del mar), un col·lectiu de veïns favorables a la independència d'Igeldo. Al capdavant d'aquest col·lectiu figurava com a portaveu el metge Juan Carlos Izagirre, que en 2011 seria escollit alcalde de Sant Sebastià.

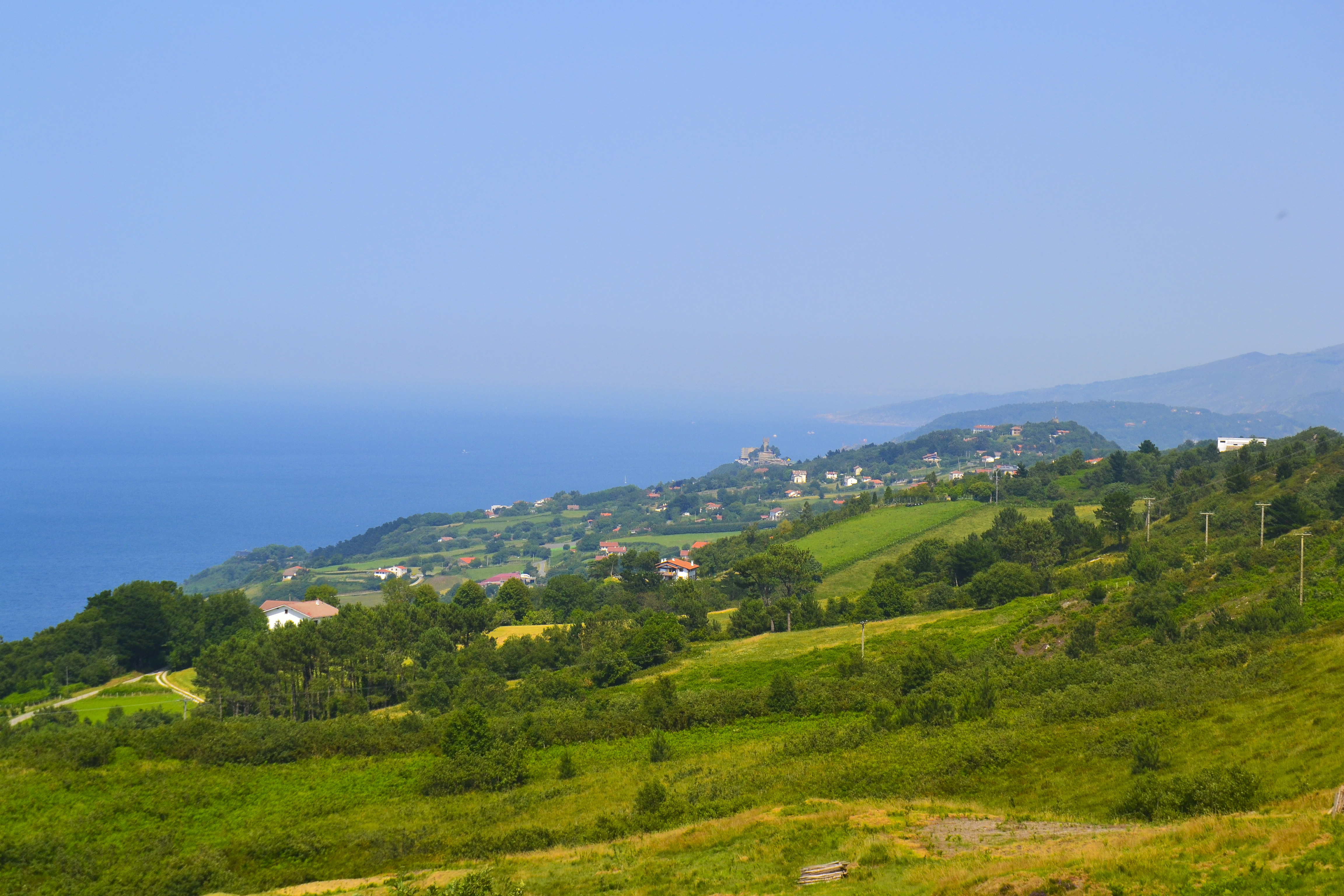
Vista de les terres d'Igeldo. Al fons es veu el mar, es poden veure també les cases i caserius d'Igeldo.

Aquest col·lectiu va realitzar una sèrie d'estudis per veure si la creació d'un municipi igeldotarra seria viable i després d'obtenir una resposta positiva va organitzar un referèndum. El 1994 van dur a terme una primera consulta que es va saldar amb resultat positiu. Un any més tard es va celebrar un segon referèndum, on el 62,5% dels votants es van manifestar a favor de la secessió.
Tot i que Igeldo complia els requisits exigits en aquell moment per constituir-se en municipi (viabilitat socioeconòmica, nucli urbà diferenciat i separat, etc.), la falta de suport polític va evitar aquesta contingència, ja que la major part dels partits polítics majoritaris (PNB, PSE, PP i EA) s'oposaven; només van rebre suport d'Ezker Batua Berdeak i d'Herri Batasuna. Al febrer de 1995 Itxas Aurre va tramitar la sol·licitud de secessió a l'ajuntament de Sant Sebastià. Mentre est tramitava la sol·licitud de secessió, les Juntes Generals de Guipúscoa van aprovar a l'abril de 1995 una nova norma que establia un mínim de 2.500 habitants per permetre la creació d'un nou municipi, norma que va evitar aquesta secessió i la que estava plantejant el barri d'Itziar contra Deba. L'ajuntament de Sant Sebastià va aplicar llavors la norma amb efectes retroactius i va desestimar la secessió, no tramitant-la davant les Juntes Generals de Guipúscoa que són la institució que ha d'aprovar finalment la secessió.
Llavors Itxas Aurre va començar una llarga batalla legal recorrent l'aplicació retroactiva de la norma i la mateixa norma foral. El 1998 el Tribunal Superior del País Basc i el 2003 el Tribunal Suprem d'Espanya van donar la raó Itxas Aurre. La batalla legal segueix oberta en aquests moments. Com a solució intermèdia i de compromís l'ajuntament donostiarra ha aprovat la creació d'un ens local menor a Igeldo, amb alcalde pedani i capacitat de gestió urbanística, però aquest no s'ha materialitzat encara. El 2010 la Diputació Foral de Guipúscoa va desestimar l'expedient de secessió. En 2013 es va segregar després d'una consulta ciutadana amb resultat favorable i un decret foral emès per la Diputació.

## Elements singulars del municipi
- Observatori meteorològic d'Igeldo: creat el 1902 pel sacerdot Juan Miguel Orcolaga, precursor de la meteorologia al País Basc. És considerat el primer observatori específicament meteorològic d'Espanya.
- Restaurant Akelarre: dirigit pel xef Pedro Subijana. És un dels restaurants més famosos del País Basc, compta amb diversos Estels Michelin.

## Igeldotarres destacats
- Juan Miguel Orcolaga (1863-1914): sacerdot jesuïta natural d'Hernani. Va ser un dels precursors de la meteorologia al País Basc. Fundador de l'Observatori Metereològic d'Igeldo en 1902, al que dedicà els últims anys de la seva vida.
- Cristóbal Balenciaga Eizaguirre (1894-1972): el famós modista de Getaria, de fama internacional, tenia casa a Igeldo i va viure durant alguns anys en aquest barri.
- Alejandro Alberdi (1897-1982): polifacètic igueldotarra; va exercir d'ensenyant i txistulari, organista de la parròquia d'Igeldo, tresorer de la cooperativa de baserritarres d'Igeldo, així com ajudant d'Orcolaga en l'Observatori Metereològic. El 1967 l'Ajuntament de Sant Sebastià li va concedir la medalla de plata de la ciutat i el poble d'Igeldo li va rendir un homenatge el 1971.
- Fabián Loidi (1909-1985): sacerdot natural d'Añorga. Va residir a Igeldo a partir de 1945, sent el rector del barri. Va ser un significat poeta, escrivint en basc.
- Eduardo Chillida (1924-2002): famós escultor donostiarra de fama mundial. Tenia la seva residència a Igeldo, on va morir en 2002.
- José Ramón Recalde (1932): jurista, assagista i polític socialista. Exconseller del Govern Basc. Té la seva casa a Igeldo, on va sofrir un atemptat d'ETA en 2000, que el va deixar greument ferit.
- Mikel Azurmendi Intxausti (1942): antropòleg, escriptor, traductor i professor universitari. Militant d'ETA en la seva joventut; va ser variant les seves postures ideològiques fins a convertir-se en membre fundador de Basta Ya! i primer portaveu del Fòrum Ermua, organitzacions crítiques amb el nacionalisme basc i ETA. Està amenaçat per aquesta organització terrorista i ha estat víctima de diversos atemptats fallits.
- Julian Schnabel (1951): pintor i director de cinema novaiorquès. Té casa a Igeldo.[6]
- José Mari Olasagasti (1959): aizkolari. Campió del País Basc d'aizkolaris sis cops.
- Juan Karlos Izagirre (1963): metge, portaveu de l'associació Itxas Aurre i alcalde de Sant Sebastià des de la seva elecció el 2011 dins de la coalició Bildu.